# Пегави дукат
Пегави дукат (лат. Lycaena thersamon, енгл. lesser fiery copper) лептир је из породице плаваца (лат. Lycaenidae).

## Опис
Код оба пола крила су са горње сране наранџаста са препознатљивом шаром. Распон крила је од 14–16 mm.
Гусеница се храни биљком троскот (Polygonum aviculare), при чему су и друге врсте из породице Polygonaceae могуће биљке хранитељке.

## Распрострањење и станиште
Локално насељава југ Европе. Широко је распрострањена врста. Насељава суве, цветне ливаде, а понекад и суве камењаре. Знатно је чешћи у равничарским крајевима.

## Сезона лета
Пегави дукат је поливолтна врста. Лети од априла дооктобра у зависности од типа станишта и надморске висине.